# Llista de topònims de Prades
Llista de topònims (noms propis de lloc) del municipi de Prades, al Baix Camp
Informació actualitzada per un bot. Els canvis manuals es perdran quan s'actualitzi!

## cova
| imatge | Nom                 | Ubicat a | instància de | Detalls | coordenades                                                          | Protecció | Commons (més fotos) | Dades a WD                    |
| ------ | ------------------- | -------- | ------------ | ------- | -------------------------------------------------------------------- | --------- | ------------------- | ----------------------------- |
|        | cova del Pere       | Prades   | cova         |         | 41° 19′ 35″ N, 1° 00′ 48″ E / 41.3262511539654°N,1.01326701638262°E  |           |                     | Modifica les dades a Wikidata |
|        | cova del Vidre      | Prades   | cova         |         | 41° 18′ 19″ N, 0° 59′ 31″ E / 41.3052097873043°N,0.99193974001019°E  |           |                     | Modifica les dades a Wikidata |
|        | cova dels Capellans | Prades   | cova         |         | 41° 18′ 30″ N, 0° 59′ 47″ E / 41.3084685284819°N,0.996486439989482°E |           |                     | Modifica les dades a Wikidata |

## creu monumental
| imatge | Nom               | Ubicat a | instància de                  | Detalls | coordenades                                                             | Protecció | Commons (més fotos) | Dades a WD                    |
| ------ | ----------------- | -------- | ----------------------------- | ------- | ----------------------------------------------------------------------- | --------- | ------------------- | ----------------------------- |
|        | creu de Montblanc | Prades   | creu monumental creu de terme |         | 41° 18′ 39″ N, 0° 59′ 33″ E / 41.310697299187°N,0.992583605534423°E     |           | Creu de Montblanc   | Modifica les dades a Wikidata |
|        | creu de Reus      | Prades   | creu monumental creu de terme |         | 41° 18′ 26″ N, 0° 59′ 11″ E / 41.307281278605075°N,0.9862708417691248°E |           |                     | Modifica les dades a Wikidata |
|        | creu de Sant Roc  | Prades   | creu monumental creu de terme |         | 41° 18′ 34″ N, 0° 59′ 18″ E / 41.30938°N,0.98846°E                      |           | Creu de Sant Roc    | Modifica les dades a Wikidata |

## església
| imatge | Nom                   | Ubicat a | instància de    | Detalls                                                                       | coordenades                                          | Protecció                                  | Commons (més fotos)       | Dades a WD                    |
| ------ | --------------------- | -------- | --------------- | ----------------------------------------------------------------------------- | ---------------------------------------------------- | ------------------------------------------ | ------------------------- | ----------------------------- |
|        | Ermita de Sant Antoni | Prades   | església ermita | Estil: arquitectura popular                                                   | 41° 18′ 31″ N, 0° 59′ 30″ E / 41.308569°N,0.991688°E | bé integrant del patrimoni cultural català | Sant Antoni de Prades     | Modifica les dades a Wikidata |
|        | Ermita de l'Abellera  | Prades   | església ermita | Estil: arquitectura popular                                                   | 41° 18′ 16″ N, 1° 00′ 09″ E / 41.304456°N,1.002526°E | bé integrant del patrimoni cultural català | Mare de Déu de l'Abellera | Modifica les dades a Wikidata |
|        | Santa Maria de Prades | Prades   | església        | Estil: arquitectura romànica arquitectura gòtica arquitectura del Renaixement | 41° 18′ 34″ N, 0° 59′ 18″ E / 41.309574°N,0.98822°E  | bé integrant del patrimoni cultural català | Santa Maria de Prades     | Modifica les dades a Wikidata |

## font
| imatge | Nom                  | Ubicat a | instància de | Detalls                             | coordenades                                                          | Protecció | Commons (més fotos) | Dades a WD                    |
| ------ | -------------------- | -------- | ------------ | ----------------------------------- | -------------------------------------------------------------------- | --------- | ------------------- | ----------------------------- |
|        | font Blanca          | Prades   | font         |                                     | 41° 19′ 41″ N, 0° 59′ 27″ E / 41.3279970943175°N,0.990881496174001°E |           |                     | Modifica les dades a Wikidata |
|        | font de Prades       | Prades   | font         | Estil: arquitectura del Renaixement | 41° 18′ 35″ N, 0° 59′ 17″ E / 41.309584°N,0.988021°E                 |           | Font de Prades      | Modifica les dades a Wikidata |
|        | font de la Guineu    | Prades   | font         |                                     | 41° 20′ 23″ N, 0° 59′ 36″ E / 41.339598544218°N,0.99342127758706°E   |           |                     | Modifica les dades a Wikidata |
|        | font del Cap del Pla | Prades   | font         |                                     | 41° 17′ 40″ N, 0° 59′ 20″ E / 41.294483778231°N,0.98883370510396°E   |           |                     | Modifica les dades a Wikidata |
|        | font del Foradet     | Prades   | font         |                                     | 41° 18′ 09″ N, 1° 01′ 33″ E / 41.3025435428792°N,1.0257640315856°E   |           |                     | Modifica les dades a Wikidata |
|        | font del Pere Joan   | Prades   | font         |                                     | 41° 18′ 15″ N, 1° 00′ 07″ E / 41.3042752111324°N,1.0018943363382°E   |           |                     | Modifica les dades a Wikidata |
|        | font del Pu          | Prades   | font         |                                     | 41° 18′ 12″ N, 0° 58′ 27″ E / 41.303234584592°N,0.97423168755977°E   |           |                     | Modifica les dades a Wikidata |
|        | font dels Pobres     | Prades   | font         |                                     | 41° 19′ 24″ N, 1° 00′ 52″ E / 41.3232187495925°N,1.01448227110184°E  |           |                     | Modifica les dades a Wikidata |

## granja
| imatge | Nom                         | Ubicat a | instància de | Detalls | coordenades                                                          | Protecció | Commons (més fotos) | Dades a WD                    |
| ------ | --------------------------- | -------- | ------------ | ------- | -------------------------------------------------------------------- | --------- | ------------------- | ----------------------------- |
|        | Granges de Castellots       | Prades   | granja       |         | 41° 18′ 12″ N, 0° 58′ 40″ E / 41.3032497409202°N,0.977738349090219°E |           |                     | Modifica les dades a Wikidata |
|        | Granges del Coll de Forcals | Prades   | granja       |         | 41° 18′ 48″ N, 0° 57′ 38″ E / 41.3133665638105°N,0.960497862161826°E |           |                     | Modifica les dades a Wikidata |
|        | Granja de Castellots        | Prades   | granja       |         | 41° 18′ 10″ N, 0° 58′ 49″ E / 41.3029052131169°N,0.980173684666019°E |           |                     | Modifica les dades a Wikidata |
|        | Granja dels Hortals         | Prades   | granja       |         | 41° 18′ 46″ N, 1° 00′ 01″ E / 41.3128834909504°N,1.00019786426843°E  |           |                     | Modifica les dades a Wikidata |
|        | les Granges del Lledó       | Prades   | granja       |         | 41° 18′ 52″ N, 0° 59′ 05″ E / 41.3145793299824°N,0.984854596710221°E |           |                     | Modifica les dades a Wikidata |

## masia
| imatge | Nom               | Ubicat a | instància de | Detalls | coordenades | Protecció | Commons (més fotos) | Dades a WD                    |
| ------ | ----------------- | -------- | ------------ | ------- | --- | --------- | ------------------- | ----------------------------- |
|        | Mas d'en Basteret | Prades   | masia        |         | 41° 20′ 06″ N, 0° 59′ 28″ E / 41.335055816601°N,0.99117074360297°E ca:Prop del coll de la Mola, al nord de Prades 1008 msnm |           | Mas d'en Basteret   | Modifica les dades a Wikidata |
|        | Mas d'en Nofre    | Prades   | masia        |         | 41° 19′ 05″ N, 0° 57′ 13″ E / 41.318132747889°N,0.953479682591705°E                                                         |           |                     | Modifica les dades a Wikidata |
|        | Mas de Regiments  | Prades   | masia        |         | 41° 18′ 34″ N, 0° 57′ 48″ E / 41.309346307771°N,0.96329164239009°E                                                          |           |                     | Modifica les dades a Wikidata |
|        | Mas del Consuelo  | Prades   | masia        |         | 41° 18′ 02″ N, 1° 01′ 01″ E / 41.3005627172392°N,1.01690170976332°E                                                         |           |                     | Modifica les dades a Wikidata |
|        | Mas del Dineral   | Prades   | masia        |         | 41° 18′ 15″ N, 1° 01′ 32″ E / 41.3041705200489°N,1.02557160718611°E                                                         |           |                     | Modifica les dades a Wikidata |
|        | Mas del Gravat    | Prades   | masia        |         | 41° 19′ 19″ N, 1° 01′ 59″ E / 41.3219174690716°N,1.03311254789956°E                                                         |           |                     | Modifica les dades a Wikidata |
|        | Mas del Xaparro   | Prades   | masia        |         | 41° 18′ 47″ N, 0° 57′ 38″ E / 41.312941986976°N,0.960427478262402°E                                                         |           |                     | Modifica les dades a Wikidata |

## muntanya
| imatge | Nom                    | Ubicat a                          | instància de | Detalls | coordenades                                                                    | Protecció | Commons (més fotos)    | Dades a WD                    |
| ------ | ---------------------- | --------------------------------- | ------------ | ------- | ------------------------------------------------------------------------------ | --------- | ---------------------- | ----------------------------- |
|        | Mola d'Estat           | Vimbodí i Poblet Prades           | muntanya     |         | 41° 19′ 32″ N, 1° 03′ 38″ E / 41.3255542218°N,1.06058023385°E 1136 msnm        |           | Mola d'Estat           | Modifica les dades a Wikidata |
|        | Punta de les Catalanes | Prades                            | muntanya     |         | 41° 19′ 53″ N, 0° 59′ 58″ E / 41.3315°N,0.999339°E 1155.5 msnm                 |           |                        | Modifica les dades a Wikidata |
|        | Punta del Sales        | Vallclara Prades                  | muntanya     |         | 41° 21′ 08″ N, 0° 59′ 56″ E / 41.35230472°N,0.998825°E 1046 msnm               |           |                        | Modifica les dades a Wikidata |
|        | Roca de la Verna       | Prades                            | muntanya     |         | 41° 17′ 52″ N, 1° 00′ 42″ E / 41.29771667°N,1.0116°E 942.2 msnm                |           |                        | Modifica les dades a Wikidata |
|        | Roca dels Corbs        | Prades                            | muntanya     |         | 41° 18′ 37″ N, 1° 00′ 38″ E / 41.31019444°N,1.01050833°E 1095.7 msnm           |           |                        | Modifica les dades a Wikidata |
|        | Tossal Galliner        | Capafonts Prades                  | muntanya     |         | 41° 19′ 13″ N, 1° 02′ 17″ E / 41.32034444°N,1.03803611°E 1102.7 msnm           |           |                        | Modifica les dades a Wikidata |
|        | Tossal de la Baltasana | Prades                            | muntanya     |         | 41° 19′ 34″ N, 1° 00′ 15″ E / 41.3260040526°N,1.00419364629°E 1201 1200.9 msnm |           | Tossal de la Baltasana | Modifica les dades a Wikidata |
|        | la Cucurulla           | Prades                            | muntanya     |         | 41° 19′ 30″ N, 0° 58′ 30″ E / 41.3251°N,0.975025°E 1014.1 msnm                 |           |                        | Modifica les dades a Wikidata |
|        | la Gritella            | Cornudella de Montsant Prades     | muntanya     |         | 41° 17′ 59″ N, 0° 57′ 39″ E / 41.29963611°N,0.96088889°E 1092.9 msnm           |           |                        | Modifica les dades a Wikidata |
|        | les Espurrides         | Prades                            | muntanya     |         | 41° 18′ 21″ N, 0° 59′ 42″ E / 41.305755°N,0.995102°E 1037 msnm                 |           | Les Espurrides         | Modifica les dades a Wikidata |
|        | tossal Gros            | Prades Vallclara Vimbodí i Poblet | muntanya     |         | 41° 20′ 46″ N, 1° 00′ 18″ E / 41.3461°N,1.00493°E 1107.7 msnm                  |           |                        | Modifica les dades a Wikidata |

## pont
| imatge | Nom                 | Ubicat a | instància de | Detalls                     | coordenades                                                         | Protecció                                  | Commons (més fotos) | Dades a WD                    |
| ------ | ------------------- | -------- | ------------ | --------------------------- | ------------------------------------------------------------------- | ------------------------------------------ | ------------------- | ----------------------------- |
|        | Pont de Prades      | Prades   | pont         | Estil: arquitectura popular | 41° 18′ 39″ N, 0° 58′ 49″ E / 41.310916°N,0.98026°E                 | bé integrant del patrimoni cultural català |                     | Modifica les dades a Wikidata |
|        | Pont del Dureto     | Prades   | pont         |                             | 41° 19′ 20″ N, 0° 59′ 43″ E / 41.3223286836135°N,0.99535689614704°E |                                            |                     | Modifica les dades a Wikidata |
|        | Pont dels Cinc Ulls | Prades   | pont         |                             | 41° 18′ 36″ N, 0° 57′ 32″ E / 41.309968683833°N,0.958847808245878°E |                                            |                     | Modifica les dades a Wikidata |

## porta de ciutat
| imatge | Nom                         | Ubicat a | instància de                     | Detalls | coordenades                                                                      | Protecció                                            | Commons (més fotos)         | Dades a WD                    |
| ------ | --------------------------- | -------- | -------------------------------- | ------- | -------------------------------------------------------------------------------- | ---------------------------------------------------- | --------------------------- | ----------------------------- |
|        | Portal de Prades            | Prades   | porta de ciutat                  |         | 41° 18′ 33″ N, 0° 59′ 10″ E / 41.3092°N,0.986103°E                               |                                                      |                             | Modifica les dades a Wikidata |
|        | Portal del Planet del Pont  | Prades   | porta de ciutat edifici històric |         | 41° 18′ 40″ N, 0° 59′ 15″ E / 41.3111770522429°N,0.98756359445823°E              |                                                      | Portal del Planet del Pont  | Modifica les dades a Wikidata |
|        | Portal fortificat de Prades | Prades   | porta de ciutat                  |         | 41° 18′ 34″ N, 0° 59′ 18″ E / 41.3095°N,0.988407°E ca:Plaça de Sant Roc 951 msnm | bé d'interès cultural bé cultural d'interès nacional | Portal fortificat de Prades | Modifica les dades a Wikidata |

## pou de neu
| imatge | Nom               | Ubicat a | instància de | Detalls                     | coordenades                                          | Protecció                                  | Commons (més fotos) | Dades a WD                    |
| ------ | ----------------- | -------- | ------------ | --------------------------- | ---------------------------------------------------- | ------------------------------------------ | ------------------- | ----------------------------- |
|        | Pou de gel        | Prades   | pou de neu   | Estil: arquitectura popular |                                                      | bé integrant del patrimoni cultural català |                     | Modifica les dades a Wikidata |
|        | Pou del Celestino | Prades   | pou de neu   | Estil: arquitectura popular | 41° 19′ 34″ N, 1° 01′ 33″ E / 41.32599°N,1.025874°E  | bé integrant del patrimoni cultural català |                     | Modifica les dades a Wikidata |
|        | Pou del Dineral   | Prades   | pou de neu   | Estil: arquitectura popular | 41° 19′ 33″ N, 1° 01′ 34″ E / 41.325964°N,1.026019°E | bé integrant del patrimoni cultural català |                     | Modifica les dades a Wikidata |

## serra
| imatge | Nom                     | Ubicat a                      | instància de | Detalls | coordenades                                                          | Protecció | Commons (més fotos)     | Dades a WD                    |
| ------ | ----------------------- | ----------------------------- | ------------ | ------- | -------------------------------------------------------------------- | --------- | ----------------------- | ----------------------------- |
|        | Borrianes               | Prades                        | serra        |         | 41° 19′ 22″ N, 0° 57′ 45″ E / 41.32275556°N,0.96259722°E 1016.5 msnm |           |                         | Modifica les dades a Wikidata |
|        | Serra de la Gritella    | Cornudella de Montsant Prades | serra        |         | 41° 17′ 20″ N, 0° 56′ 36″ E / 41.2888°N,0.943375°E 1135.2 msnm       |           | Serra de la Gritella    | Modifica les dades a Wikidata |
|        | Serra del Bosc (Prades) | Prades Vimbodí i Poblet       | serra        |         | 41° 19′ 30″ N, 1° 02′ 50″ E / 41.324953°N,1.047259°E 1099 msnm       |           | Serra del Bosc (Prades) | Modifica les dades a Wikidata |

## vèrtex geodèsic
| imatge | Nom    | Ubicat a | instància de    | Detalls   | coordenades                                                        | Protecció | Commons (més fotos) | Dades a WD                    |
| ------ | ------ | -------- | --------------- | --------- | ------------------------------------------------------------------ | --------- | ------------------- | ----------------------------- |
|        | Prades | Prades   | vèrtex geodèsic | Alt: 1.2m | 41° 19′ 34″ N, 1° 00′ 15″ E / 41.325995°N,1.004185°E 1202.775 msnm |           |                     | Modifica les dades a Wikidata |
|        | Sales  | Prades   | vèrtex geodèsic | Alt: 1.2m | 41° 21′ 08″ N, 0° 59′ 56″ E / 41.352297°N,0.998837°E 1045.945 msnm |           |                     | Modifica les dades a Wikidata |

## Misc
| imatge | Nom                           | Ubicat a                              | instància de                                   | Detalls                                                                  | coordenades                                                                                               | Protecció                                            | Commons (més fotos)       | Dades a WD                    |
| ------ | ----------------------------- | ------------------------------------- | ---------------------------------------------- | ------------------------------------------------------------------------ | --- | ---------------------------------------------------- | ------------------------- | ----------------------------- |
|        | Clos emmurallat de Prades     | Prades                                | muralla urbana                                 | Estil: arquitectura del Renaixement                                      | 41° 18′ 35″ N, 0° 59′ 14″ E / 41.3096°N,0.98735°E 950 msnm                                                | bé d'interès cultural bé cultural d'interès nacional | Clos emmurallat de Prades | Modifica les dades a Wikidata |
|        | Forn de calç del camí Ciurana | Prades                                | forn de calç                                   | Estil: arquitectura popular                                              | | bé integrant del patrimoni cultural català           |                           | Modifica les dades a Wikidata |
|        | Molí de la Senyora            | Prades                                | molí d'aigua                                   |                                                                          | 41° 18′ 38″ N, 0° 58′ 50″ E / 41.3106564919262°N,0.980471920672288°E                                      |                                                      |                           | Modifica les dades a Wikidata |
|        | Perelloner del Cisterer       | Prades                                | arbre singular                                 | Taxon: perelloner (Pyrus spinosa) Ample: 16m Alt: 10.5m Perímetre: 1.97m | 41° 17′ 48″ N, 0° 59′ 18″ E / 41.29665°N,0.98828°E 945 msnm                                               | arbre monumental                                     | Perelloner del Cisterer   | Modifica les dades a Wikidata |
|        | Plaça Major                   | Prades                                | plaça                                          | Estil: arquitectura popular                                              | 41° 18′ 35″ N, 0° 59′ 16″ E / 41.309684°N,0.987869°E                                                      | bé integrant del patrimoni cultural català           | Plaça Major de Prades     | Modifica les dades a Wikidata |
|        | Prades                        | Prades                                | entitat singular de població capital municipal | 671 hab                                                                  | 41° 18′ 32″ N, 0° 59′ 14″ E / 41.30897112°N,0.98726626°E 945 msnm                                         |                                                      |                           | Modifica les dades a Wikidata |
|        | avenc del Juano               | Prades                                | avenc                                          |                                                                          | 41° 18′ 37″ N, 1° 00′ 03″ E / 41.3101461027049°N,1.00075937430748°E                                       |                                                      |                           | Modifica les dades a Wikidata |
|        | casa consistorial de Prades   | Prades                                | casa consistorial                              |                                                                          | 41° 18′ 35″ N, 0° 59′ 18″ E / 41.3098155°N,0.9881996°E                                                    |                                                      | Town hall of Prades       | Modifica les dades a Wikidata |
|        | castell de Prades             | Prades                                | castell                                        | Estil: arquitectura romànica                                             | 41° 18′ 36″ N, 0° 59′ 11″ E / 41.309973°N,0.986294°E ca:Carrer Costa del Castell, 40 954 msnm             | bé d'interès cultural bé cultural d'interès nacional | Castell de Prades         | Modifica les dades a Wikidata |
|        | cementiri de Prades           | Prades                                | cementiri                                      |                                                                          | 41° 18′ 56″ N, 0° 59′ 14″ E / 41.3156668422949°N,0.987294038444506°E                                      |                                                      |                           | Modifica les dades a Wikidata |
|        | riu de Prades                 | Prades Vilanova de Prades Ulldemolins | curs d'aigua                                   | Desemboca: riu de Montsant                                               | 41° 19′ 19″ N, 0° 51′ 23″ E / 41.322063°N,0.856445°E 41° 19′ 40″ N, 1° 00′ 55″ E / 41.327762°N,1.015378°E |                                                      |                           | Modifica les dades a Wikidata |